# Герб Горловки
Герб Горловки (укр. Герб Горлівки) — один из официальных символов города Горловка Донецкой области Украины, наряду с флагом.

## История

### Герб 1988 года
К 100-летию основания Горловки в 1967 году был разработан проект герба города. 16 ноября 1988 года герб был утверждён исполкомом горсовета. Автор герба — К. Царенко. В красном поле с зубчатой главой лазурного цвета расположена реторта. В зубчатой главе надпись по-русски «Горловка». В левой стороне реторты находятся золотая шестерня горного комбайна и золотая фреза внутри шестерни.

## Герб 2000 года
В 2000 году был утверждён новый герб Горловки, разработанный заслуженным художником Украины Леонидом Толстовым.
Щит скошен справа. Верхняя лазурная часть содержит изображение летящей серебряной горлицы. В нижней части щита, скошенной справа красным и чёрными цветами, — три серебряные четырехконечные звезды с V-образными вырезами на красном фоне и положенные крест-накрест стальные молотки на чёрном фоне. На основной линии щита наложена нитяная перевязь справа, компонованная чёрным и стальным цветом. В качестве правого щитодержателя изображен архангел Михаил который считается покровителем восточных земель. Левый щитодержатель — шахтёр в рабочей одежде и с отбойным молотком в левой руке, пика отбойного молотка упирается в землю. Щит увенчан серебряной трехзубчатой городской короной с годом основания Горловки — «1779». В нижней части герба на стальном фоне красными буквами написано «ГОРЛОВКА». Вся композиция украшена стальными в комбинации с красным элементами, напоминающими ковку, а также орнаментами зелёных ветвей и листьев.
Три серебряные звезды символизируют три района, на которые делится город. Горлица — птица, которая водится в здешних местах, также она символизирует название города. Стального цвета молотки и чёрный цвет щита символизируют угольную промышленность. Чёрно-белая лента символизирует железные дороги, с прокладки которых начиналось строительство города. Красный цвет щита символизирует храбрость, мужество, революционное прошлое. Зелёный цвет щита символизирует надежду, радость, изобилие.
Первоначально в гербе Горловки, как и у других гербов Донецкой области использовался французский щит, типичный для всех городов Российской империи XIX века, но затем по требованиям Украинского геральдического общества щит поменялся на испанский.

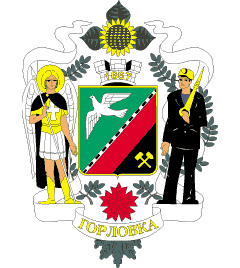
Большой герб Горловки на французском щите. Щит скошен слева, молотки золотого цвета.
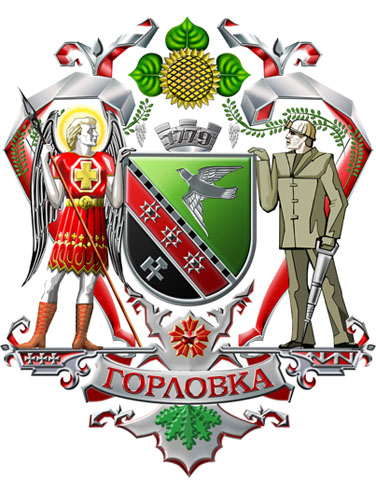
Большой герб Горловки на испанском щите. Щит скошен справа, молотки стального цвета, изменено положение щитодержателей